# Hargnies (Nord)
Hargnies è un comune francese di 586 abitanti situato nel dipartimento del Nord nella regione dell'Alta Francia.

## Società

### Evoluzione demografica
Abitanti censiti